# Alan Namaito
Alan Simão Namaito (25 de Dezembro de 1996) é um futebolista moçambicano que atua como lateral-direito. Joga pela selecção nacional.

## Carreira internacional
Sua primeira oportunidade pelos Mambas veio a 30 de Março de 2015, num amigável contra o Botswana. Começou como titular e teve nervosismo nas marcações, quase deixando as zebras marcarem o desempate da partida que acabou por terminar em uma bola para cada lado.